# Trumah
Trumah: Zeitschrift der Hochschule für Jüdische Studien Heidelberg ist eine 1987 gegründete wissenschaftliche Zeitschrift zu Jüdischen Studien (Religion, Kultur und Wissenschaft) aus Heidelberg. Trumah versucht, die gesamte Bandbreite der Jüdischen Studien zu repräsentieren. Jedes Heft hat einen thematischen Schwerpunkt. Die Artikel erscheinen jährlich in deutscher, englischer und hebräischer Sprache. Von 1987 bis 1992 erschien sie im Reichert Verlag in Wiesbaden, danach im Metropol Verlag in Berlin und seit 2000 im Universitätsverlag Winter in Heidelberg. Der derzeitigen Redaktion gehören Annette Weber, Johannes Becke und Viktor Golinets an. Mitglieder des wissenschaftlichen Beirates sind aktuell Aliza Cohen-Mushlin, Marion Aptroot, Gad Freudenthal, Theodor Kwasman, Avinoam Shalem, Reiner, Wiehl, Carl S. Ehrlich, Johann Maier, Stefan Rohrbacher, Peter Schäfer und Giuseppe Veltri.